# Julie de Groote
Pour les articles homonymes, voir De Groote.
Julie De Groote, née le 18 mai 1964 à Etterbeek est une femme politique belge bruxelloise, membre de Les Engagés. 
Licenciée en Droit (UCL), elle est passionnée de musique ; elle a, de 1984 à 1989, suivi des cours de chant et participé à plusieurs spectacles (opéra et jazz) à New York (92nd Street Y, Julliard School, HB Studio, Bronx Opera).

## Carrière politique
Après avoir été chargée des Affaires intérieures et judiciaires, des Réformes institutionnelles et des Relations extérieures au sein du Cabinet du Vice-Premier Ministre Melchior Wathelet, entre 1989 et 1991, Julie de Groote a suivi ce dernier comme Ministre des Affaires économiques où elle a traité les dossiers relatifs à la Protection du consommateur et à la réglementation commerciale, à l’Environnement et à la Propriété industrielle, jusqu’en 1995.
De 1995 à 1999, elle a mis à profit son expérience au sein du Cabinet du Président de la
Commission européenne, Jacques Santer , et y a assuré le suivi des thématiques liées à l’Emploi et
aux Affaires sociales, aux Affaires intérieures et judiciaires, aux Consommateurs et aux Relations
avec le Parlement européen.
Depuis 1999, elle siège comme députée au Parlement bruxellois et au Parlement de la Communauté française où elle fut Présidente de la commission éducation de 2004 à 2009.
Investie dans la vie de sa commune, Julie de Groote fut, de janvier 2001 à janvier 2006, échevine chargée du Commerce et du Développement économique ainsi que des Affaires juridiques et des
Affaires européennes. Elle est désormais conseillère communale et chef de groupe à Ixelles.
De juillet 2009 à avril 2013, Julie de Groote préside le Parlement francophone bruxellois.
Depuis le 02 décembre 2024, elle est échevine chargée de l'Urbanisme et du Patrimoine à Ixelles.

## Fonctions politiques
- Présidente du Parlement francophone bruxellois du 16 juillet 2009 à avril 2013.
- Membre du Parlement de la Région de Bruxelles-Capitale depuis le 29 juin 1999.
- Membre du Parlement de la Communauté française depuis le 29 juin 1999.
- Conseillère communale à Ixelles depuis janvier 2001.
- Échevine du Commerce et Développement économique, Affaires juridiques et Affaires européennes d'Ixelles entre janvier 2001 et janvier 2007.
- Chef du groupe cdH au Parlement de la Communauté française[3] depuis avril 2013

## Commissions
- Parlement francophone bruxellois

- Membre effective de la Commission spéciale du Règlement.
- Présidente de la Commission du Budget, de l'Administration, des Relations internationales et des 
Compétences résiduaires.
- Membre effective de la Commission de Coopération avec d'autres parlements.
- Membre effective de la Commission de Contrôle des communications gouvernementales.
- Parlement régional Bruxellois

- Membre effective de la commission Aménagement du territoire, de l'Urbanisme et de la Politique foncière
Parlement de la Communauté française
- Membre effective de la commission de Coopération avec les Régions
- Membre effective de la commission de l'Éducation

## Décoration
- Chevalier de l'ordre de Léopold (2009)[4]